# جون فرايز فرازر
جون فرايز فرازر (بالإنجليزية: John Fries Frazer) هو جيولوجي أمريكي، ولد في 8 يوليو 1812، وتوفي في 12 أكتوبر 1872.